# Thymus cariensis
Thymus cariensis — вид рослин родини глухокропивові (Lamiaceae), ендемік Туреччини.

## Опис
Відрізняється від T. eigii тим, що квіткові стебла субциліндричні зі звивистими волосками. Чашечка 6–8 мм.

## Поширення
Ендемік Туреччини.
Населяє маквіс і лісисті Pinus brutia місцевості на висотах ≈70 м.